# Bariba
Bariba – czwarta co do wielkości grupa etniczna w Beninie, składająca się z kilku podgrup i obejmująca blisko jedną dziesiątą ludności Beninu. Mieszkają na północnym wschodzie, zwłaszcza w miastach Nikki i Kandi, które były kiedyś częścią Królestwa Bariby. Mniejsze populacje można znaleźć w Nigerii, Burkina Faso i Togo. Mówią językiem bariba, z rodziny języków nigero-kongijskich. Ich populację szacuje się na blisko 1 milion.